# Птица Зу
«Птица Зу» — студийный альбом российского рок-музыканта Юрия Цалера, выпущенный в 2005 году при участии лейбла «Никитин».

## История
Проект «Птица Зу» появился ещё в 1991 году в Первоуральске, когда Цалер вместе со своим двоюродным братом Станиславом и ещё несколькими друзьями сформировал собственную рок-группу под таким названием. Они записали демоверсию дебютного альбома и отправили её в Москву на конкурс молодых талантов. Организатору того конкурса, известному музыканту Петру Мамонову, запись пришлась по душе, он пригласил коллектив к себе в студию и предложил выпустить пластинку своим лейблом «Отделение Мамонов», однако по неизвестным причинам это сотрудничество так и не состоялось. Позже они сделали два самиздатовских магнитоальбома «Мелозьево» (1992) и «Шальной шкаф» (1991), а также единственный полноценный студийный альбом «Старым девам от молодых кавалеров» (1994). Группа вскоре распалась, Цалер некоторое время работал сессионным гитаристом у разных исполнителей, а в 1997 году присоединился к группе «Мумий Тролль».
В 2005 году он решил вернуться к тем старым записям, отреставрировал их и выпустил в виде альбома, при этом мастеринг осуществил известный звукорежиссёр Владимир Овчинников. Презентация альбома состоялась в московском клубе «16 тонн» 25 января 2006 года.
Дмитрий Бебенин в рецензии для портала Звуки.ру назвал «Птицу Зу» сырым, мощным, отвязным, шокирующе разнообразным альбомом, отметив также, что по качеству эта музыка ничем не уступает «Мумий Троллю», а в блюзовой композиции «Ты увидишь» вокал даже сильнее, чем у Ильи Лагутенко. Обозреватель журнала Time Out сравнил этот материал с так называемой «манчестерской волной», поставив рядом с творчеством таких британских групп как Happy Mondays и Stone Roses, однако в целом отнёсся к альбому со скептицизмом: «Качество даже подчищенного звука далеко от идеала, а в текстах чувствуется, что их авторы едва отметили 20-летие. Подобных юношеских черновиков у каждого музыканта наберется не на одну пластинку». По мнению Лагутенко, запись «Птицы Зу» не утратила своей первозданной энергии, уникальности и искренности: «Её можно смело ставить в один ряд с лучшими работами русской рок-музыки».

## Список композиций
Слова и музыка всех песен — написаны Юрием Цалером.
| №                   | Название              | Длительность |
| ------------------- | --------------------- | ------------ |
| 1.                  | «Шаг за шагом»        | 4:32         |
| 2.                  | «Там, где реки пива»  | 5:04         |
| 3.                  | «Падай на кровать»    | 5:13         |
| 4.                  | «Ты увидишь»          | 5:53         |
| 5.                  | «Забота»              | 2:53         |
| 6.                  | «Нарисуй мне»         | 4:16         |
| 7.                  | «Подвески»            | 2:45         |
| 8.                  | «Помада»              | 3:24         |
| 9.                  | «Я тебя обманул»      | 3:47         |
| 10.                 | «О, смейся, мальчик!» | 2:42         |
| 11.                 | «Дай мне яд»          | 3:04         |
| 12.                 | «День без тебя»       | 5:57         |
| 13.                 | «20 лет»              | 4:04         |
| 14.                 | «Хей-хей-хей!»        | 2:43         |
| Общая длительность: | Общая длительность:   | 56:40        |